# Едгарас Янкаускас
Едгарас Янкаускас е бивш литовски футболист, нападател. Играл в много първенства, Янкаускас е най-известен като футболист на Порто, с който става европейски клубен шампион през 2004 г. Носил е екипите на тимове като ЦСКА Москва, Реал Сосиедад и Бенфика. Има 56 мача и 10 гола за националния отбор на своята страна. От 2016 г. е старши треньор на Литва.

## Кариера
Започва кариерата си в тима на Жалгирис. През първия си професионален сезон става шампион на Литва. С Едгарас в състава си Жалгирис се бори за титлата всеки сезон, но записва три втори места и едно трето. Снажният нападател става голмайстор на местната А Лига с 25 попадения и привлича вниманието на чуждестранни отбори.
През лятото на 1996 г. към него проявява интерес Спартак Москва. Янкаускас дори договаря личните си условия с „червено-белите“, но тогава пристига оферта от ЦСКА Москва и Едгарас става играч на "армейците". Договорът на играча е за 2 сезона. Литовецът пристига в тима на ЦСКА контузен и адаптацията протича трудно. Все пак скоро Янкаускас намира мястото си в тима и става твърд титуляр на върха на атаката. Първия си гол за ЦСКА отбелязва при равенството с Текстилшик (Камишин) 2:2. Два кръга след това вкарва две попадения на Лада Толиати. Янкаускас добива все повече увереност и завършва сезона с 9 гола в 18 двубоя.
През 1997 г. треньорът на ЦСКА Александър Тарханов напуска в посока Торпедо (Москва) и привлича водещите играчи на „армейците“, в това число и Янкаускас. Още в дебюта си нападателят поразява вратата на Шинник на два пъти. През сезона Едгарас бележи и в двата мача срещу доскорошния си тим ЦСКА Москва, а „автозаводците“ удържат победи с 5:0 и 3:0. Торпедо изиграва доста разочароващ сезон, но Янкаускас вкарва общо 10 попадения, с което става голмайстор на отбора. В края на 1997 г. за първи път е избран за футболист на годината в Литва.
В началото на 1998 г. преминава в белгийския Клуб Брюж. Престоят на нападателя започва с 8 гола в 17 мача и шампионска титла. Следва и втори пореден приз за най-добър футболист в Литва и триумф в турнира за Суперкупата на Белгия. За Бюрж играе до януари 2000 г., когато подписва с испанския Реал Сосиедад. Янкаускас става най-скъпият литовски футболист по това време, като испанците заплащат 2,3 млн. евро за него.
Във втората половина от сезон 1999/00 литовецът помага на тима от Сан Себастиян да се оцелее в Примера дивисион. На следващия сезон Янкаускас става голмайстор на тима с 11 попадения. По това време Едгарас отново е избран за футболист на годината в Литва (2000 и 2001 г.). Впоследствие обаче литовецът губи мястото си в тима, поради привличането на Дарко Ковачевич. През 2002 г. Янкаускас е даден под наем в Бенфика. За един полусезон нападателят успява да се превърна в любимец на феновете на „орлите“, забивайки 8 гола за 12 срещи. Лисабонският клуб обаче се намира в криза и не успява да закупи нападателя.
През лятото на 2002 г. Янкаускас преминава във вечния враг на Бенфика - Порто. Лично треньорът Жозе Моуриньо настоява за привличането на литовеца. В състава на „драконите“ Янкаускас постига най-значимите си успехи. Макар да играе ролята на резерва на Елдер Пощига, таранът се отличава с 9 гола в 30 мача в първия си сезон и допринася за спечелването на Купата на УЕФА с 4 гола в турнира. Паралелно са спечелени първенството и купата на Португалия. На следващия сезон „драконите“ дублират шампионството си и стават Европейски клубни шампиони, след като побеждават Монако във финала на Шампионската лига.
С напускането на Моуриньо в посока Челси, литовецът се оказва ненужен в Порто. Нападателят е даден под наем във френския Ница. Едгарас не успява да се наложи и не успява да се отчете с гол по време на престоя си във Франция.
През 2005 г. Янкаускас се завръща в Литва, подписвайки с тима на Каунас. Това обаче е само формално, тъй като Каунас е сателитен тим на шотландския Хартс, а собственик и на двата клуба е бизнесменът Владимир Романов. Така нападателят се оказва играч на Хартс и подсилва тима в шотландския шампионат. През първия си сезон успява да се впише в британския футболен стил и с 8 гола в 25 двубоя води атаката на „сърцата“. През 2006/07 обаче множество контузии ограничават изявите на Едгарас и скоро той напуска отбора.
През 2007 г. подписва с кипърския АЕК Ларнака, където играе половин сезон. Следва нов престой в Португалия, този път в тима на Беленензеш. Нападателят обаче така и не успява да се завърне на предишното си ниво и не допринася с нищо особено. До края на кариерата си Едгарас играе за кратко в още няколко тима, последният от които е Факел Воронеж.

## Като треньор
През 2011 г. става помощник-треньор в Локомотив (Москва). След това един сезон е част от щаба на Хартс. През 2014 г. Янкаускас за първи път поема клубен тим като старши треньор. Това е ФК Тракай. През 2016 г. Янкаускас става треньор на националния тим на Литва.

## Успехи

### Клубни
- Шампион на Литва – 1991/92
- Купа на Литва – 1993, 1994
- Шампион на Белгия – 1997/98
- Суперкупа на Белгия – 1998
- Шампион на Португалия – 2002/03, 2003/04
- Купа на Португалия – 2002/03
- Суперкупа на Португалия – 2003, 2004
- Купа на УЕФА – 2002/03
- Шампионска лига – 2003/04
- Купа на Шотландия – 2005/06

### Индивидуални
- Голмайстор на литовската А Лига – 1995/96
- Футболист на годината в Литва – 1997, 1998, 2000, 2001, 2004